# Phú Lộc, Tam Bình
Phú Lộc là một xã cũ thuộc huyện Tam Bình, tỉnh Vĩnh Long, Việt Nam.

## Địa lý
Phú Lộc là một trong 17 xã, thị trấn của huyện Tam Bình, có vị trí địa lý:
- Phía Đông giáp xã Hậu Lộc và xã Mỹ Lộc
- Phía Tây giáp xã Song Phú
- Phía Nam giáp với xã Mỹ Lộc
- Phía Bắc giáp xã Tân Lộc, huyện Tam Bình và xã Hòa Phú, huyện Long Hồ.

Xã Phú Lộc có diện tích 16,71 km², dân số năm 2014 là 8.356 người, mật độ dân số đạt 500 người/km².
Toàn xã có diện tích tự nhiên 16,71 km², trong đó đất sản xuất nông nghiệp 1.255,8 ha; dân số 8.356 người, trong đó nữ 4.203 người (năm 2014); mật độ dân số 500 người/km². Toàn xã có 1.997 hộ, có trên 70% hộ dân sống bằng nghề nông nghiệp.

## Hành chính
Xã Phú Lộc được chia thành 8 ấp: 3A, 3B, 4, 5, Cây Điều, Lông Công, Lung Đồng, Phú Tân.

## Kinh tế - xã hội

### Kinh tế
Toàn xã 5 doanh nghiệp, 181 cơ sở thương mại dịch vụ giải quyết việc làm hàng năm cho 520 lao động, thu nhập bình quân 1.200.000 đồng/ 1 lao động/tháng.
Các loại hình dịch vụ phát triển đã phục vụ tốt cho nhu cầu người dân trong đó có 1 bến xe buýt Phú Lộc – Vĩnh Long phục vụ nhu cầu đi lại cho người dân.
Thế mạnh đặc trưng của xã là: sản xuất nông nghiệp, nổi bật là mô hình cánh đồng mẫu lớn, các vườn cây đặc sản như sầu riêng, xoài thái, thanh long ruột đỏ, ổi không hạt,... và đặc biệt là mô hình ươm lươn giống và nuôi lươn trong bể có hiệu quả kinh tế rất cao.

### Xã hội

#### Giáo dục
Toàn xã có 2 trường: 
- 1 trường Tiểu học với 3 điểm ở Cây Điều, 3B, Phú Tân
- 1 trường Mầm non Sao Mai với 3 điểm ở Cây Điều, 3B, Phú Tân
- Cả hai trường đều đạt chuẩn quốc gia.

#### Y tế
Xã có 1 trạm y tế xã.

#### Bưu điện
Xã có 1 điểm bưu điện.

## Văn hóa
- 1 trung tâm văn hóa thể thao
- 1 cụm nhà văn hóa - khu thể thao liên ấp Cây Điều - ấp 5
- 6 trạm BTS
- 1.941 thuê bao điện thoại.

## Giao thông
Xã có Hương lộ Cái Ngang – đường huyện Phú Lộc – Bầu Gốc với chiều dài 15,8 km, 4 tuyến đường liên ấp dài 15,05 km và 3 tuyến đường liên xóm dài 10 km nối liền các ấp trên địa bàn xã đảm bảo phục vụ tốt nhu cầu vận chuyển hàng hóa và đi lại của nhân dân trên địa bàn xã và vùng lân cận.
Thủy lợi: Toàn xã có 22 tuyến kênh cấp III dài 34,6 km, có 4 cống hở, 11 tuyến đê bao với tổng chiều dài 25,2 km, giúp bảo vệ 291 ha vườn cây ăn trái.
Điện: Xã có hệ thống điện 3 pha đi qua, có 1.978 hộ sử dụng điện, chiếm 99,8% số hộ.
Cấp nước: Xã có 1 trạm cấp nước, 1.665 hộ sử dụng nước máy, chiếm 84% số hộ của xã.
Với các lợi thế về vị trí địa lý, giao thông, cơ sở vật chất văn hóa  xã có nhiều tiềm năng để phát triển thành một xã nông thôn mới, là trung tâm năng động thu hút nhà đầu tư để đầu tư phát triển kinh tế xã hội trên địa bàn xã.